# Ptilophora extincta
Ptilophora extincta är en fjärilsart som beskrevs av Galvagni. 1927. Ptilophora extincta ingår i släktet Ptilophora och familjen tandspinnare. Inga underarter finns listade.